# Did Six Million Really Die?
Did Six Million Really Die? The Truth At Last este o broșură prin care se neagă Holocaustul presupusă a fi scrisă de membrul Frontului Național Britanic Richard Verrall sub pseudonimul Richard E. Harwood și publicată de Ernst Zündel în 1974. Frontul Național a negat că Verrall ar fi fost autorul în ediția din 1978 a programului de televiziune World in Action.
În 1983 o supraviețuitoare a Holocaustului [Sabina Citron] a depus o plângere privată împotriva lui Zündel, care a fost conexată ulterior procedurilor juridice lansate împotriva lui Zündel de guvernul statului canadian. Zündel, la rândul său, l-a angajat pe Fred A. Leuchter, un confecționer de scaune electrice de execuție, să viziteze lagărele de concentrare Auschwitz și Majdanek pentru a scrie „Raportul Leuchter” (sau „Primul Raport Leuchter”)[A] ca parte a apărării juridice a lui Zündel.

## Argumente
În această broșură, Verrall își manifestă îndoiala cu privire la numărul persoanelor moarte în Holocaust, criticând afirmația că „nu mai puțin de șase milioane de evrei au fost exterminați” în lagărele de concentrare. Broșura analizează diferite procese pentru crime de război, cele mai cunoscute dintre acestea fiind Procesele de la Nürnberg și procesul lui Adolf Eichmann, criticând integritatea lor juridică și calitatea probelor prezentate, precum și imparțialitatea și obiectivitatea judecătorilor.
Verrall încearcă, de asemenea, să demonstreze în carte că recensămintele și tabelele populației arată că cifrele populației evreiești din Europa contrazic pretenția că ar fi fost exterminați șase milioane de evrei. El susține că totalul populației evreiești de pe teritoriile europene controlate de naziști, după emigrări și evacuări, era „în jurul a trei milioane”.
El susține în continuare că amploarea Holocaustului a fost exagerată de către Aliați
1. ca să-și ascundă propria lor vină pentru unele lucruri odioase, cum ar fi aruncarea bombelor atomice asupra orașelor japoneze, raidurile aeriene asupra unor orașe predominant civile precum Dresda și propriile încălcări ale drepturilor omului săvârșite de Aliați[4]
2. și ca un pretext pentru înființarea statului Israel, care s-a bazat, în opinia sa, pe comiterea de atrocități împotriva populației palestiniene.[5]

Scopul lui Verrall este de a argumenta că povestea celor șase milioane de evrei morți în Holocaust este folosită pentru a descuraja orice formă de naționalism și reprezintă un pericol pentru conservarea rasei anglo-saxone: „Nimeni nu poate avea decât admirație pentru modul în care evreii au căutat să-și păstreze rasa timp de atâtea secole și continuă să o facă și astăzi. În acest efort ei au fost sincer ajutați de povestea celor Șase Milioane, care, aproape la fel ca un mit religios, a subliniat necesitatea unei mai mari solidarități a rasei evreiești. Din păcate, aceasta a funcționat într-un mod opus pentru toate celelalte popoare, lăsându-le neputincioase în lupta pentru autoconservare.”
Analizând raportul Gerstein, broșura susține că „sora lui Gerstein era congenital nebună și a murit eutanasiată”, admițând efectiv uciderea în masă a civililor de către naziști prin programul T4.
În scrierea broșurii, Verrall a folosit materiale publicate în anii 1950 și 1960 și majoritatea inexactităților din broșura sa erau erori făcute inițial de către Paul Rassinier în lucrările sale, pe care Verrall le-a folosit ca sursă principală de documentare.

## Concluziile Curții Supreme de Justiție a Canadei
Broșura a fost examinată în două procese penale în 1985 și 1988, în fața Curții Supreme de Justiție a Canadei, în scopul de a decide dacă editorul Zündel era vinovat, potrivit secțiunii 181 a Codului Penal, de răspândirea de informații false. Concluzia judecătorilor procesului din 1988 a fost că broșura „a denaturat informațiile din operele istoricilor, a citat eronat martori, a fabricat dovezi și a citat autorități inexistente”.
Curtea Supremă de Justiție a evidențiat că jurații care au analizat cazul în procedura desfășurată la curtea inferioară de judecată nu erau instruiți corespunzător:
Juriul a fost instruit că este îndreptățit să intervină în activitatea judecătorului că, deoarece Holocaustul trebuie să fie considerat ca fapt dovedit, acuzatul trebuie să fi știut că este dovedit și că trebuie să fie considerat că a publicat în mod deliberat broșura din motive personale, cunoscând falsitatea afirmațiilor sale contrare. ... Verdictul izvora în mod inevitabil din faptul incontestabil al publicării broșurii, al divergenței conținutului ei față de istoria acceptată a Holocaustului și al interesului public de a menține toleranța rasială și religioasă.
Cu toate acestea, în revizuirea procedurilor instanței inferioare de judecată, judecătorii Curții Supreme de Justiție au fost convinși că argumentele din broșură erau într-adevăr false:
[În procesul anterior] acuzațiile recurentului din broșură au fost împărțite în 85 de extrase și respinse unul câte unul. Judecătorul a rezumat acest material în timp util pentru juriu, dar va fi suficient aici doar să arătăm unele dintre cele mai flagrante exemple. Broșura susținea că un memoriu al lui Joseph Goebbels dezvăluia că Soluția Finală nu a fost niciodată mai mult decât un plan pentru evacuarea evreilor în Madagascar. S-a demonstrat că nu există nici un astfel de memoriu, ci că această referință era doar o însemnare din 7 martie 1942 în jurnalul lui Goebbels. Acest extras de jurnal a fost prezentat și nu conținea nimic de acest gen. Coroana a continuat să sublinieze că însemnarea din 27 martie 1942 arăta în mod clar că Soluția Finală a fost, de fapt, genocidul: „Nu vor rămâne mulți evrei. Pe ansamblu, se poate spune că aproximativ 60% dintre ei vor trebui lichidați, în timp ce numai aproximativ 40% pot fi folosiți pentru muncă forțată ...”
Broșura afirmă că nu există dovezi documentare ale planului nazist de exterminare a evreilor. Coroana a prezentat discursul lui Heinrich Himmler, șeful SS, ținut pe 4 octombrie 1943, către trupele sale din Posen, în care se referă la programul de exterminare a evreilor. Himmler a declarat: „De asemenea, vreau să vă vorbesc foarte sincer cu privire la o chestiune foarte gravă. Între noi ar trebui să fie menționată foarte sincer și totuși nu vom vorbi niciodată în mod public despre ea ... Adică eliminarea evrelor, exterminarea rasei evreiești ... ”
Apelantul a susținut că termenul „a extermina” folosit în acest pasaj înseamnă „ a deporta”. A fost lăsat la alegerea juriului să analizeze dacă acceptă sau nu că aceasta este o interpretare posibilă.
Coroana a prezentat, de asemenea, însemnarea din 9 decembrie 1942 în jurnalul lui Hans Frank, guvernatorul general al teritoriului Guvernământului General al Poloniei ocupate, în care se descrie anihilarea a 3,5 milioane de evrei în Guvernământul General, și numeroase documente prezentate la procesele de la Nürnberg, inclusiv rapoartele zilnice ale Einsatzgruppen (grupuri de acțiune) care enumeră numărul evreilor morți din URSS. Într-un raport către Hitler din 20 decembrie 1942, Himmler indică faptul că Einsatzgruppen a executat 363.211 evrei între august și noiembrie 1942.
Broșura a pretins, bazându-se pe un presupus raport al Crucii Roșii, că toate lagărele de concentrare erau tabere de muncă cu adevărat umane. Dl. Biedermann, delegat al Comitetului Internațional al Crucii Roșii, a declarat în fața tribunalului că Raportul Crucii Roșii se referea exclusiv la lagărele de prizonieri de război, deoarece personalul Crucii Roșii nu fusese în interiorul niciunui lagăr în care erau deținuți civili. Coroana a adus dovezi din partea profesorului Hilberg că, în timp ce unele lagăre aveau facilități lucrative anexate, Belzec, Treblinka, Sobibor și Chelmno erau exclusiv „fabrici de ucidere” și că camerele de gazare au fost în funcțiune la Auschwitz-Birkenau și Majdanek. Numărul evreilor măcelăriți era verificabil din evidențele căilor ferate care arătau plățile pe persoană efectuate pentru transportul în lagăre. Aceste numere au fost comparate cu cele ale persoanelor care au părăsit lagărele sau care au fost găsite după eliberare.
În continuare, Coroana a arătat că recurentul a denaturat informațiile din operele istoricilor, Mai târziu, Coroana a arătat că reclamantul a prezentat în mod greșit lucrarea istoricilor, a citat eronat martori, a fabricat dovezi și a citat autorități inexistente.
În cele din urmă Curtea Supremă de Justiție a concluzionat:
Conflictul dintre afirmațiile făcute de recurent și cele făcute de istoricii ortodocși ai Holocaustului nu poate fi rezolvat printr-o dezbatere argumentată. Istoricii ortodocși indică surse care susțin teoriile lor; recurentul și alți istorici „revizioniști” indică documente care nu există sau care nu spun ceea ce ei pretind. Broșura Did Six Million Really Die? nu se potrivește viziunii realității, pentru că nu este o parte a realității.

### Hugh Trevor-Roper
Deși în cele din urmă nu i s-a cerut să aducă probe, istoricul Hugh Trevor-Roper s-a oferit să aducă dovezi care să ateste că „în spatele unui obiectivități simulate de exprimare, ea este, de fapt, o publicație iresponsabilă și tendențioasă care evită dovezile materiale și prezintă o selecție de jumătăți de adevăruri și denaturări cu unicul scop de a semăna propaganda antisemită”.

## Republicare
Anthony Hancock a republicat Did Six Million Really Die? și a obținut o sumă semnificativă de bani din distribuirea broșurii, ajungând să fie dat în judecată în 1982 pentru încălcarea drepturilor de autor la Înalta Curte de Justiție de la Londra.

## Reacții internaționale
În 1975 autorii sud-africani Arthur Zusman și Denis Diamond au publicat o carte intitulată Six Million Did Die (Johannesburg) în care combăteau argumentele lui Verrall. O a doua ediție a cărții a fost publicată în 1978. Prima jumătate a cărții încearcă să infirme afirmațiile făcute de Verrall, iar cea de-al doilea să aducă dovezi suplimentare ale Holocaustului. În 1985 și 1988 editorul lui Verrall, Ernst Zündel, a fost judecat în Canada sub acuzația de „răspândire de informații false”. El a fost găsit vinovat și condamnat la 15 luni de închisoare. La apel, condamnarea sa a fost anulată de Curtea Supremă de Justiție a Canadei prin hotărârea R v. Zundel, atunci când s-a declarat că legea în baza căreia a fost acuzat pentru răspândirea de informații false era neconstituțională.
Did Six Million Really Die? a fost interzisă în Germania, Israel și Africa de Sud.
În 2017 Amazon.com a scos cartea, împreună cu alte cărți care negau Holocaustul, de pe siturile americane și britanice.

## Notă explicativă
- A Pentru mai multe informații vezi și:
  - Fred A. Leuchter, The Leuchter Report: The First Forensic Examination of Auschwitz
  - Fred Leuchter & Robert Faurisson, The Second Leuchter Report, The Journal of Historical Review, vol. 10, nr. 3, Fall 1990.
  - Fred Leuchter, The Third Leuchter Report: A Technical Report on the Execution Gas Chamber at Mississippi State Penitentiary Parchman, Mississippi, Toronto: Samisdat Publishers (imprint of Ernst Zundel).
  - Fred A. Leuchter Jr., The Fourth Leuchter Report: An Engineering Evaluation of Jean-Claude Pressac's Book "Auschwitz: Technique and Operation of the Gas Chambers", Hamilton: Ontario, History Buff Books and Video.
  - Fred A. Leuchter, Robert Faurisson, Germar Rudolf, The Leuchter Reports: Critical Edition, Chicago: Theses & Dissertations Press, 2005 (imprint of Germar Rudolf).